# Perilissus lutescens
Perilissus lutescens är en stekelart som beskrevs av Holmgren 1857. Perilissus lutescens ingår i släktet Perilissus och familjen brokparasitsteklar. Arten är reproducerande i Sverige. Inga underarter finns listade i Catalogue of Life.